# Peter Mihailovič Volkonski
Peter Mihailovič Volkonski (rusko Пётр Михайлович Волконский), ruski general, * 6. maj 1776, † 8. september 1852.
Bil je eden izmed pomembnejših generalov, ki so se borili med Napoleonovo invazijo na Rusijo; posledično je bil njegov portret dodan v Vojaško galerijo Zimskega dvorca.
Pozneje je bil med letoma 1815 in 1823 načelnik Generalštaba Ruske carske vojske.
Med decembrom 1824 in julijem 1825 je bil veleposlanik v Parizu. 22. avgusta 1826 je postal minister carskega dvora, 27. avgusta 1837 pa generalni inšpektor rezervne vojske. 
6. decembra 1850 je bil povišan v generalfeldmaršala. 

## Zanimivosti
V njegovo čast so leta 1830 poimenovali mineral volkonskoit.